# Kaja Kajzer
Kaja Kajzer (Liubliana, 31 de enero de 2000) es una deportista eslovena que compite en judo. Ganó dos medallas de plata en el Campeonato Europeo de Judo, en los años 2021 y 2024, ambas en la categoría de –57 kg.

## Palmarés internacional
| Campeonato Europeo | Campeonato Europeo | Campeonato Europeo | Campeonato Europeo |
| Año                | Lugar              | Medalla            | Categoría          |
| ------------------ | ------------------ | ------------------ | ------------------ |
| 2021               | Lisboa (Portugal)  | Medalla de plata   | –57 kg             |
| 2024               | Zagreb (Croacia)   | Medalla de plata   | –57 kg             |